# Casa actorului Valeriu Cupcea
Casa actorului Valeriu Cupcea este un monument istoric de însemnătate națională din orașul Chișinău. Aici a locuit actorul și regizorul Valeriu Cupcea aproape întreaga sa viață. Clădirea nu mai există.